# Lista primarilor din Ploiești
Aceasta este o listă a primarilor din Ploiești. Informațiile sunt în general preluate de pe site-ul web al municipiului Ploiești sau din sursele de presă care le citează. Acolo unde au putut fi obținute informații suplimentare sau corectate informațiile existente, au fost indicate sursele.
| Stema municipiului Ploiești de-a lungul timpului |      |      |      |      |      |
|                                                  |      |      |      |      |      |
| 1921-1930                                        | 1938 | 1972 | 1998 | 2015 | 2024 |

| Nr. crt. | Nume                                                           | Data nașterii/ decesului                 | Ocupație                           | Mențiuni                                                  | De la                                                        | Până la                                | Partid          | Imagine |
| -------- | -------------------------------------------------------------- | ---------------------------------------- | ---------------------------------- | --------------------------------------------------------- | ------------------------------------------------------------ | -------------------------------------- | --------------- | ------- |
| 1        | Ion Rahtivan                                                   |                                          |                                    |                                                           | 28 septembrie 1831                                           | 12 noiembrie 1831                      |                 |         |
| 2        | Iancu Maican                                                   |                                          |                                    |                                                           | 12 noiembrie 1831                                            | 15 decembrie 1832                      |                 |         |
| 3        | Alecu Ghica                                                    |                                          |                                    |                                                           | februarie 1833                                               | decembrie 1833                         |                 |         |
| 4        | Iordache Suslănescu                                            |                                          |                                    |                                                           | decembrie 1833                                               | 8 octombrie 1837                       |                 |         |
| 5        | Gheorghe Boldescu                                              | 1775 – 30 iulie 1845                     | moșier, filantrop                  |                                                           | 8 octombrie 1837                                             | 3 noiembrie 1843                       |                 |         |
| 6 (1)    | Ion (Enuță) Baldovin                                           |                                          | magistrat                          | primul mandat                                             | 3 noiembrie 1843                                             | 28 noiembrie 1853                      |                 |         |
| 7 (1)    | Costache Șișman                                                |                                          |                                    | primul mandat                                             | 28 noiembrie 1853                                            | 3 martie 1856                          |                 |         |
| 8        | Nicolache Demetriade                                           |                                          |                                    |                                                           | 31 martie 1856                                               | decembrie 1856                         |                 |         |
| 9        | ?                                                              |                                          |                                    |                                                           |                                                              |                                        |                 |         |
| 10 (2)   | Costache Șișman                                                |                                          |                                    | al doilea mandat                                          | iulie 1857                                                   | octombrie 1857                         |                 |         |
| 11 (2)   | Ion (Enuță) Baldovin                                           |                                          | magistrat                          | al doilea mandat                                          | octombrie 1857                                               | 2 noiembrie 1858                       |                 |         |
| 12       | Dimitrie Costiescu                                             |                                          | magistrat                          |                                                           | 2 noiembrie 1858                                             | 10 ianuarie 1862                       |                 |         |
| 13       | Iancu Marinescu                                                |                                          |                                    |                                                           | 10 ianuarie 1862                                             | 11 februarie 1866                      |                 |         |
| 14 (1)   | Constantin T. Grigorescu                                       | 1824 – 1903                              | avocat, jurnalist                  | primul mandat                                             | 13 februarie 1866                                            | 6 mai 1869                             | Liberal radical |         |
| 15       | Dimitrie Sfetescu                                              |                                          |                                    |                                                           | 6 mai 1869                                                   | mai 1870                               |                 |         |
| 16       | Matache Nicolau                                                |                                          |                                    |                                                           | mai 1870                                                     | mai 1871                               |                 |         |
| 17       | Ioan (Jean) Philiu                                             |                                          |                                    |                                                           | mai 1871                                                     | martie 1872                            |                 |         |
| 18       | Bogdan Petrescu                                                |                                          |                                    |                                                           | martie 1872                                                  | august 1874                            |                 |         |
| 19       | Dumitru S. Hariton                                             |                                          |                                    |                                                           | august 1874                                                  | 22 mai 1876                            |                 |         |
| 20       | Ioniță Radovici                                                |                                          |                                    |                                                           | 4 iunie 1876                                                 | 10 iunie 1877                          |                 |         |
| 21 (2)   | Constantin T. Grigorescu                                       | 1824 – 1903                              | avocat, jurnalist                  | al doilea mandat                                          | iunie 1877                                                   | februarie 1883                         | Liberal radical |         |
| 22 (1)   | Radu Stanian                                                   | 1840 – 6 septembrie 1897                 | avocat                             | primul mandat                                             | februarie 1883                                               | iunie 1888                             | PNL             |         |
| 23       | Temelie Dinescu                                                |                                          |                                    |                                                           | octombrie 1888                                               | octombrie 1889                         |                 |         |
| 24 (2)   | Radu Stanian                                                   | 1840 – 6 septembrie 1897                 | avocat                             | al doilea mandat                                          | ianuarie 1890                                                | noiembrie 1890                         | PNL             |         |
| 25 (1)   | Ghiță Ionescu                                                  | 1833 – ?                                 | negustor, petrolist, bancher       | primul mandat                                             | noiembrie 1890                                               | ianuarie 1892                          | PNL             |         |
| 26       | Dumitru D. Hariton                                             | 1851 – 24 mai 1913                       |                                    |                                                           | 5 mai 1892 (sau iunie 1892)                                  | august 1894                            | 0 PC            |         |
| 27       | Constantin Iennescu                                            |                                          | profesor                           |                                                           | august 1894                                                  | octombrie 1895                         |                 |         |
| 28 (2)   | Ghiță Ionescu                                                  | 1833 – ?                                 | negustor, petrolist, bancher       | al doilea mandat                                          | noiembrie 1895                                               | ianuarie 1896                          | PNL             |         |
| 29 (3)   | Radu Stanian                                                   | 1840 – 6 septembrie 1897                 | avocat                             | al treilea mandat                                         | ianuarie 1896                                                | septembrie 1897                        | PNL             |         |
| 30       | Mitu Ștefănescu                                                |                                          | avocat                             |                                                           | decembrie 1897                                               | aprilie 1898                           |                 |         |
| 31       | Alexandru G. Radovici                                          | 20 iulie/1 august 1860 – 2/15 iunie 1918 | jurist, ziarist                    |                                                           | ales în aprilie 1898; confirmat la începutul lunii mai 1898; | mai 1899                               | 0 PSD PNL       |         |
| 32       | Nicolae Rășcanu                                                | 1840 – 1913                              | magistrat, avocat                  |                                                           | iunie 1899                                                   | februarie 1901                         | 0 PC            |         |
| 33 (1)   | George G. Ionescu                                              |                                          |                                    | primul mandat                                             | aprilie 1901                                                 | ianuarie 1905                          | PNL             |         |
| 34       | Gheorghe C. Dobrescu                                           | 1858 – 1921                              | avocat                             |                                                           | februarie 1905                                               | aprilie 1907                           | 0 PC-D PNL      |         |
| 35       | Radu R. Stanian                                                | 1873 – 7 decembrie 1937                  | avocat                             |                                                           | iulie 1907                                                   | ianuarie 1911                          | PNL             |         |
| 36       | Scarlat Sc. Orăscu                                             |                                          | avocat                             |                                                           | martie 1911                                                  | martie 1914                            | 0 PC FRN        |         |
| 37 (2)   | George G. Ionescu                                              |                                          |                                    | al doilea mandat                                          | 15 martie 1914                                               | martie 1917                            | PNL             |         |
| 38       | Alexandru Mișu                                                 |                                          |                                    |                                                           | martie 1917                                                  | mai 1918                               |                 |         |
| 39       | Ion Ionescu-Quintus                                            | 1875 – 12 septembrie 1933                | scriitor, avocat, poet, epigramist |                                                           | decembrie 1918                                               | mai 1918                               | PNL             |         |
| 40       | Toma T. Socolescu                                              | 20 iulie 1883 – 14 octombrie 1960        | arhitect                           |                                                           | decembrie 1919                                               | martie 1920                            | PND             |         |
| 41       | Nicolae G. Lăzărescu                                           |                                          | profesor                           |                                                           | martie 1920                                                  | aprilie 1921                           | Socialist       |         |
| 42 (1)   | Ion Georgescu-Obrocea                                          | 28 februarie 1881 – 30 septembrie 1940   | avocat, moșier, profesor           | primul mandat                                             | aprilie 1921                                                 | ianuarie 1922                          | PP              |         |
| 43       | Gogu Fotescu                                                   | 1877 – 13 ianuarie 1937                  | avocat                             |                                                           | 26 ianuarie 1922                                             | 2 aprilie 1926                         | PNL             |         |
| 44 (2)   | Ion Georgescu-Obrocea                                          | 28 februarie 1881 – 30 septembrie 1940   | avocat, moșier, profesor           | al doilea mandat                                          | 2 aprilie 1926 0                                             | 29 ianuarie 1929 (anchetat, suspendat) | PP              |         |
| 44 (2)   | Ion Georgescu-Obrocea                                          | 28 februarie 1881 – 30 septembrie 1940   | avocat, moșier, profesor           | al doilea mandat                                          | 5 martie 1929                                                | 20 martie 1929                         | PP              |         |
| 45       | Ștefan Săndulescu (consilier local)                            |                                          |                                    | interimar în timpul suspendării lui Ion Georgescu-Obrocea | 29 ianuarie 1929                                             | 5 martie 1929                          |                 |         |
| 46 (1)   | Constantin Gh. Brezeanu                                        | ? – 6 aprilie 1942                       | avocat                             | primul mandat                                             | 20 martie 1929                                               | 27 mai 1931                            | PNȚ             |         |
| 47       | Ștefan D. Moțoiu                                               |                                          |                                    |                                                           | 27 mai 1931                                                  |                                        |                 |         |
| 48       | Gheorghe Manolescu                                             |                                          | avocat                             |                                                           | 28 noiembrie 1933                                            | iulie 1935                             | PNL             |         |
| 49       | Iorgu Predescu                                                 |                                          | avocat                             |                                                           | iulie 1935                                                   | 5 iunie 1936                           | PNL             |         |
| 50       | Ioan Negrutzi (pe site-ul primăriei Ploiești apare „Negruzzi”) |                                          |                                    |                                                           | 7 iunie 1936                                                 | 12 martie 1937                         |                 |         |
| 51       | Alexandru Manoliu                                              |                                          | inginer                            |                                                           | 12 martie 1937                                               | decembrie 1937                         | PNL             |         |
| 52 (3)   | Ion Georgescu-Obrocea                                          | 28 februarie 1881 – 30 septembrie 1940   | avocat, moșier, profesor           | al treilea mandat                                         | 5 ianuarie 1938                                              | februarie 1938                         | PNC             |         |
| 53       | Alexandru Ionescu-Lungu                                        |                                          | judecător                          |                                                           | 23 februarie 1938                                            | 28 septembrie 1938                     |                 |         |
| 54       | Mircea Botez (sau Mircea Bottez)                               |                                          | medic                              |                                                           | 28 septembrie 1938                                           | septembrie 1940                        | PNȚ             |         |
| 55       | Ion Niculescu                                                  |                                          | medic                              |                                                           | 5 octombrie 1940                                             | 26 ianuarie 1941                       |                 |         |
| 56       | Gheorghe I. Văgăunescu                                         |                                          | judecător                          |                                                           | 26 ianuarie 1941                                             | 2 decembrie 1941                       |                 |         |
| 57       | George N. Ionescu                                              |                                          | avocat                             |                                                           | 2 decembrie 1941                                             | iulie 1943                             |                 |         |
| 58       | Dumitru Craiu                                                  |                                          | colonel în rezervă                 |                                                           | 8 iulie 1943                                                 | 22 octombrie 1943                      |                 |         |
| 59       | Gheorghe Vlaiculescu                                           |                                          | avocat                             |                                                           | 22 octombrie 1943                                            | octombrie 1944                         |                 |         |
| 60       | Constantin Avramescu                                           |                                          | avocat                             |                                                           | 2 noiembrie 1944                                             | 28 noiembrie 1944                      | PNȚ             |         |
| 61       | Gheorghe Vidrașcu (nume real Vania Didenko)                    |                                          |                                    |                                                           | 28 noiembrie 1944                                            | 14 ianuarie 1948                       | PCR             |         |
| 62       | Pantilimon Panait Patică                                       |                                          | sondor                             |                                                           | 16 ianuarie 1948                                             | iulie 1949                             | PCR             |         |
| 63       | Gheorghe Stan                                                  |                                          |                                    |                                                           | iulie 1949                                                   | septembrie 1950                        | PCR             |         |
| 64       | Nicolae Pâtă                                                   |                                          |                                    |                                                           | octombrie 1950                                               | aprilie 1952                           | PCR             |         |
| 65       | Vasile Moise                                                   |                                          | muncitor ceferist                  |                                                           | aprilie 1952                                                 | martie 1956                            | PCR             |         |
| 66       | Ion Vidroiu                                                    |                                          |                                    |                                                           | martie 1956                                                  | iunie 1959                             | PCR             |         |
| 67       | Petre Vîlcu (sau Petre Vâlcu)                                  |                                          | inginer                            |                                                           | iulie 1959                                                   | ianuarie 1961                          | PCR             |         |
| 68       | Ion Voicu                                                      |                                          |                                    |                                                           | februarie 1961                                               | decembrie 1962                         | PCR             |         |
| 69       | Gheorghe Marussi                                               |                                          |                                    |                                                           | ianuarie 1963                                                | iunie 1966                             | PCR             |         |
| 70       | Gheorghe Dumitrescu                                            |                                          |                                    |                                                           | iulie 1966                                                   | februarie 1968                         | PCR             |         |
| 71       | Gheorghe Alecu                                                 |                                          |                                    |                                                           | februarie 1968                                               | decembrie 1972                         | PCR             |         |
| 72       | Ion Paraschiv                                                  |                                          |                                    |                                                           | decembrie 1972                                               | martie 1982                            | PCR             |         |
| 73       | Mircea Ionescu                                                 |                                          |                                    |                                                           | martie 1982                                                  | martie 1986                            | PCR             |         |
| 74       | Alexandru Apostol                                              |                                          |                                    |                                                           | martie 1986                                                  | 22 decembrie 1989                      | PCR             |         |
| 75       | Romeo Hanganu                                                  | 8 martie 1948 –                          |                                    |                                                           | august 1990                                                  | 23 februarie 1992                      | PD              |         |
| 76       | Victor Săvulescu                                               | 1929 –                                   | inginer proiectant                 |                                                           | mai 1992                                                     | iunie 1996                             | PNL             |         |
| 77       | Horia-Victor Toma                                              | 29 aprilie 1955 –                        | profesor                           |                                                           | 16 iunie 1996                                                | iunie 2000                             | PNL             |         |
| 78       | Emil Calotă                                                    | 5 mai 1952 –                             | inginer chimist                    |                                                           | 23 iunie 2000                                                | iunie 2008                             | PSD             |         |
| 79 (1)   | Andrei Volosevici                                              | 26 martie 1976 –                         | avocat                             | primul mandat                                             | iunie 2008                                                   | iunie 2012                             | PDL             |         |
| 80       | Iulian Bădescu                                                 | 21 mai 1974 –                            | jurnalist –                        |                                                           | iunie 2012                                                   | 10 martie 2015 (demisionat)            | PDL PSD         |         |
| 81       | Iulian Teodorescu (viceprimar cu atribuții de primar)          |                                          | avocat                             |                                                           | martie 2015                                                  | decembrie 2015                         | PLR             |         |
| 82       | Cristian Ganea (viceprimar cu atribuții de primar)             | 1969 –                                   | economist                          |                                                           | decembrie 2015                                               | iunie 2016                             | PSD             |         |
| 83       | Adrian-Florin Dobre                                            | 31 ianuarie 1976 –                       | economist                          |                                                           | iunie 2016                                                   | octombrie 2020                         | PNL             |         |
| 84 (2)   | Andrei Volosevici                                              | 26 martie 1976 –                         | avocat                             | al doilea mandat                                          | octombrie 2020                                               | octombrie 2024                         | PNL             |         |
| 85       | Mihai Polițeanu                                                | 9 septembrie 1977 –                      | specialist în comunicare           |                                                           | octombrie 2024                                               |                                        | independent     |         |